# Cuba en el Campeonato Mundial de Atletismo de 2015
Cuba participó en el Campeonato Mundial de Atletismo de 2015 con una delegación de 34 atletas. En esta edición la representación caribeña logró dos medallas doradas, ambas por atletas femeninas, las primeras en las especialidades de salto con pértiga y lanzamiento de disco en campeonatos del mundo para Cuba, así como una medalla de plata. Ocuparon la décima posición en la tabla general de medallas.

## Participación
Con respecto a la edición anterior, la delegación cubana aumentó a nueve el número de atletas. Resaltó la ausencia de veteranos  como Guillermo Martínez López, Yarelis Barrios, Yipsi Moreno, así como Leonel Suárez, este último por lesión. En contraste, se encontraba Maykel Massó, medallista juvenil de Cali 2015, quien se convirtió en el atleta más joven del campeonato mundial a sus dieciséis años y tres meses.
Los caribeños mejoraron su participación con respecto al Moscú 2011 en el que no lograron medalla dorada. Fue su mejor desempeño desde Helsinki 2005, al agenciarse dos triunfos, ambas con atletas femeninas. De hecho, desde 2003 únicamente las mujeres han conquistado medallas doradas para Cuba, y en esta oportunidad fueron Denia Caballero y Yarisley Silva quienes otorgaron la primera presea dorada para el país caribeño tanto en el lanzamiento de disco como en el salto con pértiga en campeonatos del mundo. Pedro Pichardo fue el otro medallista al agenciarse una medalla de plata en el triple salto, la segunda consecutiva para su cuenta personal.

### Medallistas
| Medalla          | Nombre          | Evento               | Marca   | Fecha        |
| ---------------- | --------------- | -------------------- | ------- | ------------ |
| Medalla de oro   | Denia Caballero | Lanzamiento de disco | 69,28 s | 25 de agosto |
| Medalla de oro   | Yarisley Silva  | Salto con pértiga    | 4,90 m  | 26 de agosto |
| Medalla de plata | Pedro Pichardo  | Triple salto         | 17,73 m | 27 de agosto |

## Lista de atletas y resultados individuales
Nota: La posición del atleta corresponde a la tabla general de la ronda respectiva.
Leyenda : Q: Clasificación directa a la siguiente ronda; q: Obtuvo cupo disponible por medio de la clasificación general;  DNF: No finalizó la prueba; DNS: No inició la prueba; DQ: Descalificado.

### Masculino

#### 200 m
| Atleta         | Preliminar | Preliminar | Semifinal | Semifinal | Final  | Final    |
| Atleta         | Tiempo     | Posición   | Tiempo    | Posición  | Tiempo | Posición |
| -------------- | ---------- | ---------- | --------- | --------- | ------ | -------- |
| Reynier Mena   | 20,37 Q    | 22°        | 20,56     | 22°       |        |          |
| Roberto Skyers | 20,29 Q    | 15°        | 20,23     | 12°       |        |          |

#### 400 m
| Atleta         | Preliminar | Preliminar | Semifinal | Semifinal | Final  | Final    |
| Atleta         | Tiempo     | Posición   | Tiempo    | Posición  | Tiempo | Posición |
| -------------- | ---------- | ---------- | --------- | --------- | ------ | -------- |
| Raidel Acea    |            |            |           |           |        |          |
| Yoandys Lescay |            |            |           |           |        |          |

#### Maratón
| Atleta       | Final  | Final    |
| Atleta       | Tiempo | Posición |
| ------------ | ------ | -------- |
| Richer Pérez | DNF    | DNF      |

#### 110 m vallas
| Atleta           | Preliminar | Preliminar | Semifinal | Semifinal | Final  | Final    |
| Atleta           | Tiempo     | Posición   | Tiempo    | Posición  | Tiempo | Posición |
| ---------------- | ---------- | ---------- | --------- | --------- | ------ | -------- |
| Yordan O'Farrill | 13,64      | 26°        |           |           |        |          |
| Jhoanis Portilla | 13,43 q    | 11°        | DNF       | DNF       | DNF    | DNF      |

#### Salto de longitud
| Atleta       | Preliminar | Preliminar | Final | Final    |
| Atleta       | Marca      | Posición   | Marca | Posición |
| ------------ | ---------- | ---------- | ----- | -------- |
| Maykel Massó | 7,70       | 23°        |       |          |

#### Triple salto
| Atleta         | Preliminar | Preliminar | Final | Final    |
| Atleta         | Marca      | Posición   | Marca | Posición |
| -------------- | ---------- | ---------- | ----- | -------- |
| Pedro Pichardo | 17,43 Q    | 1°         | 17,73 | 2°       |

#### Lanzamiento de martillo
| Atleta        | Preliminar (Grupo B) | Preliminar (Grupo B) | Final | Final    |
| Atleta        | Marca                | Posición             | Marca | Posición |
| ------------- | -------------------- | -------------------- | ----- | -------- |
| Roberto Janet | 75,28 q              | 10º                  | 71,79 | 12º      |

#### Decatlón
| Atleta         | 100 m | 100 m | Longitud | Longitud | Peso  | Peso | Altura | Altura | 400 m | 400 m | 110 m v | 110 m v | Disco | Disco | Pértiga | Pértiga | Jabalina | Jabalina | 1500 m | 1500 m | Total | Total |
| Atleta         | T.    | Pos   | M.       | Pos.     | M.    | Pos. | M.     | Pos.   | T.    | Pos.  | T.      | Pos.    | M.    | Pos.  | M.      | Pos.    | M.       | Pos.     | T.     | Pos.   | Pts.  | Pos.  |
| -------------- | ----- | ----- | -------- | -------- | ----- | ---- | ------ | ------ | ----- | ----- | ------- | ------- | ----- | ----- | ------- | ------- | -------- | -------- | ------ | ------ | ----- | ----- |
| Yordani García | 10,77 | 8°    | 6,82     | 27°      | 14,54 | 8°   | 2,04   | 12°    | 48,67 | 16°   | DNF     | DNF     | DNS   | DNS   |         |         |          |          |        |        |       |       |

#### Relevos 4×100
| Atletas                                                                        | Preliminar | Preliminar | Final | Final    |
| Atletas                                                                        | Marca      | Posición   | Marca | Posición |
| ------------------------------------------------------------------------------ | ---------- | ---------- | ----- | -------- |
| Edel Amores Yaniel Carrero Reynier Mena Reidis Ramos César Ruiz Roberto Skyers |            |            |       |          |

#### Relevos 4×400
| Atletas                                                                         | Preliminar | Preliminar | Final   | Final    |
| Atletas                                                                         | Marca      | Posición   | Marca   | Posición |
| ------------------------------------------------------------------------------- | ---------- | ---------- | ------- | -------- |
| William Collazo Raidel Acea Adrián Chacón Yoandys Lescay Osmaidel Pellicier (*) | 2:59,80 q  | 8°         | 3:03,05 | 7°       |

(*) Sin participación.

### Femenino

#### 200 m
| Atleta           | Preliminar | Preliminar | Semifinal | Semifinal | Final  | Final    |
| Atleta           | Tiempo     | Posición   | Tiempo    | Posición  | Tiempo | Posición |
| ---------------- | ---------- | ---------- | --------- | --------- | ------ | -------- |
| Arialis Gandulla | 23,35      | 40°        |           |           |        |          |

#### 400 m
| Atleta          | Preliminar | Preliminar | Semifinal | Semifinal | Final  | Final    |
| Atleta          | Tiempo     | Posición   | Tiempo    | Posición  | Tiempo | Posición |
| --------------- | ---------- | ---------- | --------- | --------- | ------ | -------- |
| Lisneidy Veitía | 52,25      | 32°        |           |           |        |          |

#### 800 m
| Atleta            | Preliminar | Preliminar | Semifinal | Semifinal | Final  | Final    |
| Atleta            | Tiempo     | Posición   | Tiempo    | Posición  | Tiempo | Posición |
| ----------------- | ---------- | ---------- | --------- | --------- | ------ | -------- |
| Rose Mary Almanza | 2:01,33 Q  | 23°        | 2:00,38   | 20°       |        |          |

#### Maratón
| Atleta          | Final   | Final    |
| Atleta          | Tiempo  | Posición |
| --------------- | ------- | -------- |
| Dailín Belmonte | 2:56:18 | 51°      |

#### 400 m vallas
| Atleta             | Preliminar | Preliminar | Semifinal | Semifinal | Final  | Final    |
| Atleta             | Tiempo     | Posición   | Tiempo    | Posición  | Tiempo | Posición |
| ------------------ | ---------- | ---------- | --------- | --------- | ------ | -------- |
| Zurian Hechavarría |            |            |           |           |        |          |

#### Salto con pértiga
| Atleta         | Preliminar | Preliminar | Final | Final    |
| Atleta         | Marca      | Posición   | Marca | Posición |
| -------------- | ---------- | ---------- | ----- | -------- |
| Yarisley Silva | 4,55 q     | 9°         | 4,90  | 1°       |

#### Lanzamiento de peso
| Atleta         | Preliminar | Preliminar | Final | Final    |
| Atleta         | Marca      | Posición   | Marca | Posición |
| -------------- | ---------- | ---------- | ----- | -------- |
| Yaniuvis López | 17,10      | 17º        |       |          |

#### Lanzamiento de disco
| Atleta          | Preliminar        | Preliminar | Final | Final    |
| Atleta          | Marca             | Posición   | Marca | Posición |
| --------------- | ----------------- | ---------- | ----- | -------- |
| Denia Caballero | 65,15 Q (Grupo A) | 1°         | 69,28 | 1°       |
| Yaimé Pérez     | 62,93 q (Grupo B) | 5°         | 65,46 | 4°       |

#### Lanzamiento de martillo
| Atleta          | Preliminar (Grupo ?) | Preliminar (Grupo ?) | Final | Final    |
| Atleta          | Marca                | Posición             | Marca | Posición |
| --------------- | -------------------- | -------------------- | ----- | -------- |
| Yirisleydi Ford | 69,43                | 15°                  |       |          |

#### Lanzamiento de jabalina
| Atleta           | Preliminar (Grupo ?) | Preliminar (Grupo ?) | Final | Final    |
| Atleta           | Marca                | Posición             | Marca | Posición |
| ---------------- | -------------------- | -------------------- | ----- | -------- |
| Yulenmis Aguilar | 60,52                | 18°                  |       |          |

#### Heptatlón
| Atleta             | 100 m v | 100 m v | Altura | Altura | Peso  | Peso | 200 m | 200 m | Longitud | Longitud | Jabalina | Jabalina | 800 m   | 800 m | Total | Total |
| Atleta             | T.      | Pos     | M.     | Pos.   | M.    | Pos. | T.    | Pos.  | M.       | Pos.     | M.       | Pos.     | M.      | Pos.  | Pts.  | Pos.  |
| ------------------ | ------- | ------- | ------ | ------ | ----- | ---- | ----- | ----- | -------- | -------- | -------- | -------- | ------- | ----- | ----- | ----- |
| Yorgelis Rodríguez | 13,73   | 19°     | 1,86   | 7º     | 13,54 | 18º  | 25,04 | 22º   | 5,83     | 25º      | 43,27    | 16°      | 2:30,47 | 27º   | 5932  | 21º   |

#### 4 × 400 m
| Atleta                                                                                        | Preliminar | Preliminar | Final | Final    |
| Atleta                                                                                        | Marca      | Posición   | Marca | Posición |
| --------------------------------------------------------------------------------------------- | ---------- | ---------- | ----- | -------- |
| Daisurami Bonne Yaneisi Borlot Gilda Casanova Roxana Gómez Zurian Hechavarría Lisneidy Veitía |            |            |       |          |